# Division II i fotboll 1973
Division II i fotboll 1973 var 1973 års säsong av Division II som bestod av två serier, med 14 lag i varje serie. Det var då Sveriges näst högsta division. Varje serievinnare gick direkt upp till Allsvenskan och de tre sämsta degraderades till Division III. Det gavs 2 poäng för vinst, 1 poäng för oavgjort och 0 poäng för förlust.

## Förändringar inför säsongen
Antalet serier i Division 2 minskades inför denna säsong ner från tre serier med tolv lag i vardera serie till två serier med 14 lag i vardera serie.

### Nya lag inför säsongen
Från Allsvenskan
- Halmstads BK (till Södra)

Från division III
- Degerfors IF (till Norra)
- IK Brage (till Norra)
- Ope IF (till Norra)
- Grimsås IF (till Södra)
- IFK Kristianstad (till Södra)
- Västra Frölunda IF (till Södra)

## Serier

### Norra
| Nr | Lag               | S  | V  | O | F  | GM | IM | MS  | P  |
| -- | ----------------- | -- | -- | - | -- | -- | -- | --- | -- |
| 1  | Brynäs IF         | 26 | 17 | 4 | 5  | 46 | 24 | +22 | 38 |
| 2  | GIF Sundsvall     | 26 | 16 | 5 | 5  | 63 | 25 | +38 | 37 |
| 3  | IFK Sundsvall*    | 25 | 13 | 7 | 5  | 41 | 29 | +12 | 33 |
| 4  | Sandvikens IF     | 26 | 11 | 9 | 6  | 44 | 35 | +9  | 31 |
| 5  | Nyköpings BIS     | 26 | 11 | 8 | 7  | 42 | 34 | +8  | 30 |
| 6  | KB Karlskoga      | 26 | 11 | 7 | 8  | 61 | 49 | +12 | 29 |
| 7  | Degerfors IF (U)  | 26 | 12 | 5 | 9  | 40 | 38 | +2  | 29 |
| 8  | IFK Eskilstuna    | 26 | 12 | 4 | 10 | 62 | 43 | +19 | 28 |
| 9  | Älvsjö AIK        | 26 | 10 | 5 | 11 | 36 | 33 | +3  | 25 |
| 10 | Ope IF (U)        | 26 | 9  | 5 | 12 | 39 | 47 | −8  | 23 |
| 11 | IF Brommapojkarna | 26 | 8  | 7 | 11 | 39 | 52 | −13 | 23 |
| 12 | IK Brage (U)      | 26 | 6  | 2 | 18 | 30 | 59 | −29 | 14 |
| 13 | IFK Luleå*        | 25 | 3  | 6 | 16 | 34 | 59 | −25 | 12 |
| 14 | IFK Holmsund      | 26 | 5  | 0 | 21 | 23 | 73 | −50 | 10 |

Brynäs IF till Allsvenskan och IK Brage, IFK Luleå och IFK Holmsund flyttades ner till division III. Från Allsvenskan kom IF Saab och från division III kom Gefle IF och Skellefteå AIK.
* Matchen mellan IFK Luleå och IFK Sundsvall spelades aldrig på grund av dåligt väder.

### Södra
| Nr | Lag                    | S  | V  | O  | F  | GM | IM | MS  | P  |
| -- | ---------------------- | -- | -- | -- | -- | -- | -- | --- | -- |
| 1  | Halmstads BK (N)       | 26 | 14 | 10 | 2  | 46 | 28 | +18 | 38 |
| 2  | Skövde AIK             | 26 | 12 | 9  | 5  | 53 | 36 | +17 | 33 |
| 3  | Kalmar FF              | 26 | 13 | 6  | 7  | 52 | 28 | +24 | 32 |
| 4  | IFK Göteborg           | 26 | 13 | 5  | 8  | 40 | 32 | +8  | 31 |
| 5  | Hässleholms IF         | 26 | 13 | 4  | 9  | 44 | 35 | +9  | 30 |
| 6  | IFK Kristianstad (U)   | 26 | 8  | 10 | 8  | 38 | 35 | +3  | 26 |
| 7  | IS Halmia              | 26 | 9  | 8  | 9  | 33 | 37 | −4  | 26 |
| 8  | IFK Malmö              | 26 | 7  | 11 | 8  | 32 | 35 | −3  | 25 |
| 9  | Grimsås IF (U)         | 26 | 8  | 7  | 11 | 38 | 43 | −5  | 23 |
| 10 | Västra Frölunda IF (U) | 26 | 5  | 13 | 8  | 18 | 23 | −5  | 23 |
| 11 | IK Sleipner            | 26 | 7  | 9  | 10 | 30 | 38 | −8  | 23 |
| 12 | IFK Trelleborg         | 26 | 7  | 6  | 13 | 29 | 49 | −20 | 20 |
| 13 | Blomstermåla IK        | 26 | 5  | 9  | 12 | 34 | 44 | −10 | 19 |
| 14 | Jönköpings Södra IF    | 26 | 6  | 3  | 17 | 37 | 61 | −24 | 15 |

Halmstads BK gick upp till Allsvenskan och IFK Trelleborg, Blomstermåla IK och Jönköpings Södra IF flyttades ner till division III. Från Allsvenskan kom Örgryte IS och från division III kom Emmaboda IS, Helsingborgs IF, IFK Falköping och Trollhättans IF.
Matchen Jönköpings Södra IF-Grimsås IF på Stadsparksvallen i Jönköping den 20 maj 1973, som Grimsås IF vann med 3-1, omsjöngs 1980 av Torsson i låten Det spelades bättre boll.